# Carex zunyiensis
Espèce
Classification phylogénétique
Carex zunyiensis est une espèce de plantes du genre Carex et de la famille des Cyperaceae.